# Championnat d'Islande de football 2018
Navigation
Pepsi-deild 2017 Pepsi-deild 2019
La saison 2018 de Pepsi-deild est la cent-septième édition de la première division de football d'Islande, qui constitue le premier échelon national islandais et oppose 12 clubs professionnels, à savoir les dix premiers de la saison 2017, ainsi que les deux premiers de la deuxième division islandaise de 2017. Le championnat débute le 27 avril 2018 et se clôt le 29 septembre 2018. Il comprend vingt-deux journées, les clubs s'affrontant deux fois en matches aller-retour.
Le Valur Reykjavik conserve son titre à l'issue de la saison.

## Compétition

### Règlement
La distribution des points se fait tel que suit :
- 3 points en cas de victoire
- 1 point en cas de match nul
- 0 point en cas de défaite

En cas d'égalité, les équipes sont départagées selon les critères suivants dans cet ordre :
- Différence de buts générale
- Nombre de buts marqués
- Fair-play

### Classement
| Rang | Équipe                     | Pts | J  | G  | N | P  | Bp | Bc | Diff |
| ---- | -------------------------- | --- | -- | -- | - | -- | -- | -- | ---- |
| 1    | Valur Reykjavik T          | 46  | 22 | 13 | 7 | 2  | 46 | 23 | +23  |
| 2    | Breiðablik Kópavogur       | 44  | 22 | 13 | 5 | 4  | 35 | 17 | +18  |
| 3    | Ungmennafélagið Stjarnan C | 40  | 22 | 11 | 7 | 4  | 45 | 25 | +20  |
| 4    | KR Reykjavik               | 37  | 22 | 10 | 7 | 5  | 33 | 23 | +10  |
| 5    | FH Hafnarfjörður           | 37  | 22 | 10 | 7 | 5  | 35 | 28 | +7   |
| 6    | ÍB Vestmannaeyja           | 29  | 22 | 8  | 5 | 9  | 24 | 29 | -5   |
| 7    | KA Akureyri                | 28  | 22 | 7  | 7 | 8  | 36 | 30 | +6   |
| 8    | Fylkir Reykjavik P         | 26  | 22 | 7  | 5 | 10 | 24 | 37 | -13  |
| 9    | Víkingur Reykjavik         | 25  | 22 | 6  | 7 | 9  | 27 | 35 | -8   |
| 10   | UMF Grindavík              | 25  | 22 | 7  | 4 | 11 | 24 | 32 | -8   |
| 11   | Fjölnir Reykjavik          | 19  | 22 | 4  | 7 | 11 | 22 | 37 | -15  |
| 12   | ÍBK Keflavík P             | 4   | 22 | 0  | 4 | 18 | 10 | 45 | -35  |

|  | Qualification pour le 1er tour de qualification de la Ligue des champions de l'UEFA 2019-2020 |
|  | Qualification pour le 1er tour de qualification de la Ligue Europa 2019-2020                  |
|  | Relégation directe en 1. deild                                                                |
|  | T : Tenant du titre C : Vainqueur de la Coupe d'Islande P : Promu de 1. deild                 |

## Bilan de la saison
| Championnat d'Islande de football 2018                             |                             |
| Champion                                                           | Valur Reykjavik (22e titre) |
| Coupes et trophées                                                 |                             |
| Vainqueur de la Coupe d'Islande 2018                               | Ungmennafélagið Stjarnan    |
| Qualifications continentales                                       |                             |
| Ligue des champions de l'UEFA 2019-2020                            | Valur Reykjavik             |
| Ligue Europa 2019-2020                                             | Ungmennafélagið Stjarnan    |
| Ligue Europa 2019-2020                                             | Breiðablik Kópavogur        |
| Ligue Europa 2019-2020                                             | KR Reykjavik                |
| Promotions et relégations                                          |                             |
| Promus en Championnat d'Islande de football                        | ÍA Akranes                  |
| Promus en Championnat d'Islande de football                        | HK Kópavogur                |
| Relégués en Championnat d'Islande de football de deuxième division | Fjölnir Reykjavik           |
| Relégués en Championnat d'Islande de football de deuxième division | ÍBK Keflavík                |